# Meiningen
Meiningen (pronunciación en alemán: /ˈmaɪ̯nɪŋən/ⓘ) es una ciudad de Alemania, situada en el sur del estado de Turingia y es la capital del distrito de Schmalkalden-Meiningen. 
El lugar fue mencionado por primera vez en 982; consta como ciudad (Stadt) en 1230 y vio ampliados sus derechos civiles en 1344. Sus habitantes son conocidos como Meininger.
Situada al lado del río Werra la ciudad tiene hoy cerca de 21 500 habitantes. Meiningen es considerado el centro cultural, judicial y financiero del sur de Turingia y es económicamente dependiente del turismo y de la industria de alta tecnología. La ciudad es parte de la región lingüística de Franconia.

## Historia
Meiningen fue mencionada por primera vez en 982. El emperador Enrique II donó Meiningen en 1008 a la diócesis católica de Wurzburgo, y permaneció durante 534 años como parte de Wurzburgo. La población fe mencionada por primera vez como ciudad en 1230. Meiningen en 1542 cayó en manos de la Casa de Henneberg y después en 1583, pasó a los Ducados Ernestinos.

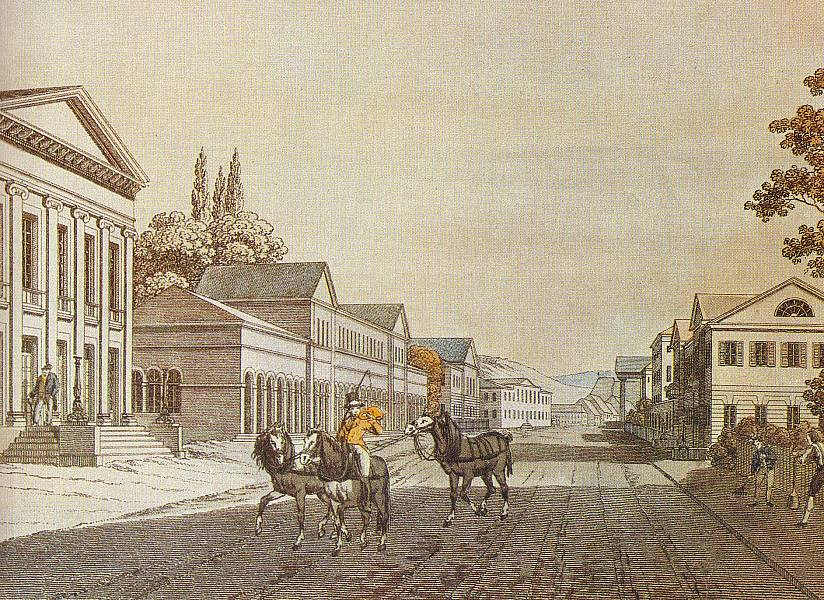
Calle Bernhard en Meiningen en 1835.

Entre 1680 y 1918, fue la capital del Ducado de Sajonia-Meiningen. En 1699 llegó contratado a la orquesta de la corte Johann Ludwig Bach (familiar lejano de Johann Sebastian Bach), quien llegó a ser director musical y su descendencia se estableció ahí. El folclorista Ludwig Bechstein, recopilador de cuentos de hadas y escritor, fue archivista en Meiningen. Una de las princesas de Sajonia-Meiningen, Adelaida de Sajonia-Meiningen, se casó con el rey Guillermo IV del Reino Unido en 1818. Ella dio nombre a la ciudad australiana de Adelaida. La ciudad fue conectada por el Ferrocarril del Werra con la red germana de ferrocarriles en 1858. Para principios del siglo XX, la existencia de varios grandes bancos llevaron a Meiningen a convertirse en un importante centro financiero en Alemania.
El ducado fue abolido al final de la Primera Guerra Mundial. Durante la Segunda Guerra Mundial, Meiningen fue la localización de un hospital de prisioneros de guerra. Un fuerte raid aéreo sobre Meiningen el 23 de febrero de 1945 por la USAF causó 208 muertos, destruyó 251 casas y 2 puentes, y dañó 440 edificaciones en total. Meiningen fue liberada por las fuerzas americanas en abril de 1945. En julio de 1945, la ciudad fue incluida en la zona de ocupación oriental junto con el resto de Turingia.
Después de la reunificación alemana, Meiningen se convirtió en la sede del distrito (región administrativa) Schmalkalden-Meiningen. En el distrito de Dreißigacker, se construyeron nuevos negocios y el nuevo Hospital de Meiningen. En 2003, la ciudad fue conectada con la Autobahn n.º 71.

## Lugares de interés
- Palacio de Elisabethenburg
- Castillo de Landsberg
- Teatro de Meiningen (Meininger)
- Goetz-Höhle - cueva de interés turístico
- Büchnersches Hinterhaus - Edificio protegido de madera en el estilo Henneberg-Franconia.
- Dampflokwerk - Fábrica de restauración de Locomotoras de vapor referencia en toda Europa.

## Cultura

### Teatro

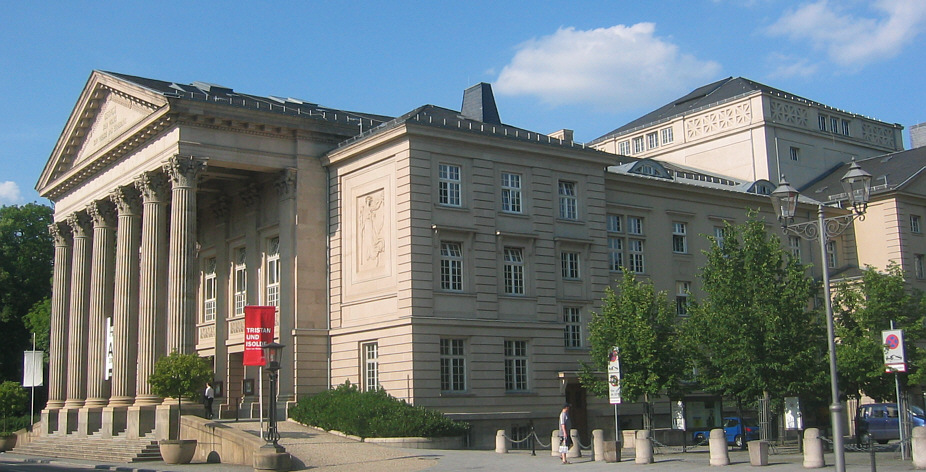
Teatro de Meiningen.

El Teatro de Meiningen ofrece teatro musical (ópera, opereta, musicales), obras de teatro, conciertos sinfónicos, espectáculos de marionetas, ballet y teatro juvenil. El Teatro de Meinguen fue abierto el 14 de diciembre de 1831. Fue destruido por un incendio en 1908 y fue remplazado en 1909 por un edificio neoclásico. El teatro fue llamado Meininger. En él se presentaron obras y se dieron conciertos que viajarían por toda Alemania y Europa. La actividad del Theaterherzogs (duque del teatro) Jorge II de Sajonia-Meiningen (1866-1914) le llevó a la celebridad internacional. Con la Primera Guerra Mundial fue clausurado. En la actualidad su nombre es "Südthüringisches Staatstheater". Tiene a más de 300 personas empleadas y proporciona un gran área para la ópera y el teatro. El Director es Ansgar Haag.

### Hofkapelle
La Orquesta de la Corte de Meiningen es una de las más antiguas y de una tradición más rica entre las orquestas de Europa. Ahora la orquesta tiene 68 miembros y es parte del Teatro de Meiningen, en donde interpreta, además de acompañamiento para opera, conciertos sinfónicos regulares y conciertos para jóvenes. Philippe Bach es su director desde 2010.
La orquesta de la corte fue fundada en 1690 por el duque Bernardo I. En octubre de 1880 empezó su periodo más exitoso de la orquesta que se transformó en una orquesta de élite europea  bajo la dirección de Hans von Bülow. Durante el periodo de Hans von Bülow, Johannes Brahms vino a Meiningen a colaborar con la orquesta de la corte y para dirigirla ocasionalmente. En esa orquesta trabajaba el célebre clarinetista Richard Mühlfeld, para el cual Brahms escribió todas sus cuatro obras de cámara con clarinete. Otros notables directores incluyen a Richard Strauss desde 1885 hasta 1886 y Max Reger desde 1911 a 1914.

## Geografía

### Clima
| Parámetros climáticos promedio de Meiningen | Parámetros climáticos promedio de Meiningen | Parámetros climáticos promedio de Meiningen | Parámetros climáticos promedio de Meiningen | Parámetros climáticos promedio de Meiningen | Parámetros climáticos promedio de Meiningen | Parámetros climáticos promedio de Meiningen | Parámetros climáticos promedio de Meiningen | Parámetros climáticos promedio de Meiningen | Parámetros climáticos promedio de Meiningen | Parámetros climáticos promedio de Meiningen | Parámetros climáticos promedio de Meiningen | Parámetros climáticos promedio de Meiningen | Parámetros climáticos promedio de Meiningen |
| Mes                                         | Ene.                                        | Feb.                                        | Mar.                                        | Abr.                                        | May.                                        | Jun.                                        | Jul.                                        | Ago.                                        | Sep.                                        | Oct.                                        | Nov.                                        | Dic.                                        | Anual                                       |
| ------------------------------------------- | ------------------------------------------- | ------------------------------------------- | ------------------------------------------- | ------------------------------------------- | ------------------------------------------- | ------------------------------------------- | ------------------------------------------- | ------------------------------------------- | ------------------------------------------- | ------------------------------------------- | ------------------------------------------- | ------------------------------------------- | ------------------------------------------- |
| Temp. máx. abs. (°C)                        | 13.7                                        | 14.6                                        | 21.1                                        | 28.7                                        | 30.4                                        | 33.1                                        | 35.7                                        | 36.1                                        | 30.4                                        | 25.0                                        | 16.5                                        | 13.9                                        | 36.1                                        |
| Temp. máx. media (°C)                       | 1.2                                         | 2.6                                         | 7.4                                         | 12.4                                        | 17.1                                        | 19.8                                        | 22.2                                        | 22.0                                        | 17.5                                        | 11.8                                        | 5.5                                         | 2.2                                         | 11.8                                        |
| Temp. media (°C)                            | -1.1                                        | -0.3                                        | 3.6                                         | 7.7                                         | 12.2                                        | 15.0                                        | 17.2                                        | 17.0                                        | 13.1                                        | 8.3                                         | 3.1                                         | 0.0                                         | 8.0                                         |
| Temp. mín. media (°C)                       | -3.5                                        | -3.3                                        | -0.1                                        | 3.0                                         | 7.2                                         | 10.2                                        | 12.2                                        | 11.9                                        | 8.6                                         | 4.8                                         | 0.8                                         | -2.1                                        | 4.1                                         |
| Temp. mín. abs. (°C)                        | -20.4                                       | -19.2                                       | -19.1                                       | -10.7                                       | -3.0                                        | 1.1                                         | 4.2                                         | 2.4                                         | -1.2                                        | -6.8                                        | -13.3                                       | -18.9                                       | -20.4                                       |
| Precipitación total (mm)                    | 54.1                                        | 39.5                                        | 46.9                                        | 40.8                                        | 59.5                                        | 64.5                                        | 72.9                                        | 59.1                                        | 54.4                                        | 52.1                                        | 54.8                                        | 60.9                                        | 659.5                                       |
| Fuente: Weather and climate in Meiningen    |                                             |                                             |                                             |                                             |                                             |                                             |                                             |                                             |                                             |                                             |                                             |                                             |                                             |

## Ciudades hermanadas
Meiningen está hermanada con:
- Neu-Ulm (Alemania, desde 1988)
- Bussy-Saint-Georges (Francia, desde 2006)
- Obertshausen (Alemania, desde 2007)
- Meiningen (Austria, desde 2012)

Existen relaciones de amistad con la ciudad de Adelaida en Australia porque el nombre de la reina Adelaida (reina del Reino Unido), nació y se crio en Meiningen como princesa Adelaida de Sajonia-Meiningen.